# یواس‌اس باگلی (دی‌دی-۳۸۶)

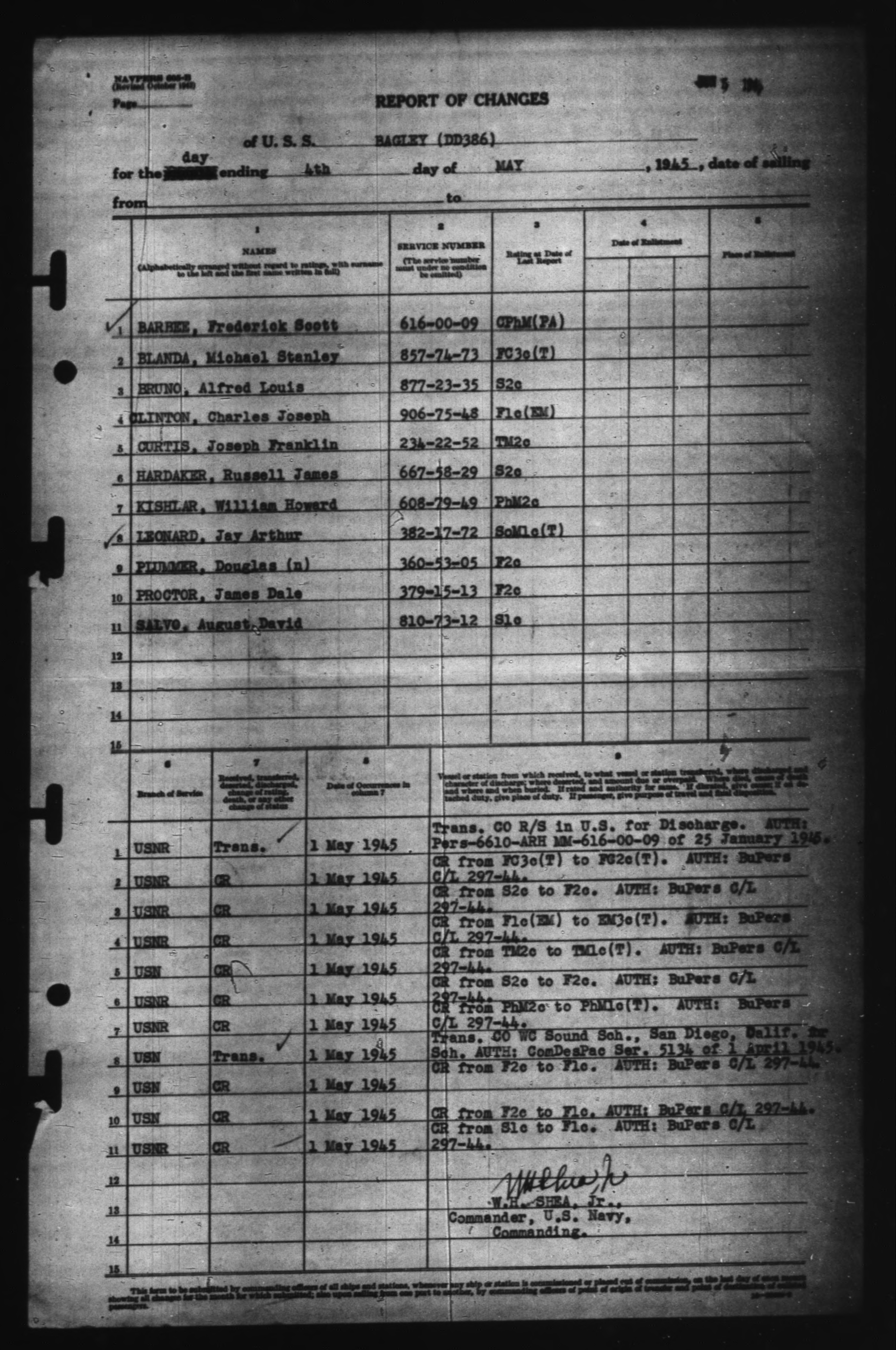
این سوابق شامل فهرست‌های جمع‌آوری دقیقی است که فهرستی از تمام پرسنل گماشته‌شده به کشتی‌های مستقر در پرل هاربر، 1939-1947، و همچنین گزارش‌هایی از تغییرات ملوان‌هایی که به کشتی‌ها یا مکان‌های دیگر منتقل شده‌اند، و کسانی که مفقود شده یا مرده‌اند، می‌شود.

یواس‌اس باگلی (دی‌دی-۳۸۶) (به انگلیسی: USS Bagley (DD-386)) یک کشتی بود که طول آن ۳۴۱ فوت ۸ اینچ (۱۰۴٫۱۴ متر) بود. این کشتی در سال ۱۹۳۶ ساخته شد.